# Nick Pugliese
Nicholas John Pugliese (Plainville, 18 settembre 1985) è un giocatore di baseball statunitense naturalizzato italiano.

## Carriera

### Club
Trascorso il periodo collegiale tra il Lake-Sumter Community College e la Stetson University, nel 2008 viene firmato dai Los Angeles Angels of Anaheim in qualità di free agent. Con i farm team della franchigia californiana in Minor League, dopo un'esperienza in Rookie League, raggiunge i livelli A, A+ e doppio-A.
Arriva in Italia nel 2011 con l'ingaggio da parte della Fortitudo Baseball Bologna. Con la squadra felsinea gioca, da closer, diverse stagioni nell'arco di un decennio, contribuendo in maniera fondamentale alla conquista di numerosi trofei.

### Nazionale
Nel 2011 debutta nella Nazionale di baseball dell'Italia guidata dal manager Marco Mazzieri.
Al termine della stagione 2012, ha al suo attivo 11 presenze nella nazionale italiana.
Con gli azzurri ha disputato il World Baseball Classic 2013.

## Palmarès

### Club
- Campionati italiani: 4

Bologna: 2014, 2016, 2018, 2019
- Coppa Italia: 3

Bologna: 2015, 2017, 2018
- European Cup: 3

Bologna: 2012, 2013, 2019

### Nazionale
- Campionati europei: 1

Italia: 2012